# 山口镇 (隆尧县)
山口镇是中国河北省邢台市隆尧县下辖的一个镇。

## 行政区划
山口镇下辖山口村、西山南村、东山南村、北潘庄村、东尚村、西尚村、东齐村、西齐村、茅山营村、水饭庄村、后苏薛村、中苏薛村、前苏薛村、东董村、茅山庄村、白木村、前枣林庄村、后枣林庄村、佃户营村、南寨子村、甄家庄村。